# クライヴ・レヴィル
クライヴ・レヴィル（Clive Revill, 1930年4月18日 - 2025年3月11日）は、ニュージーランド出身のイギリスの俳優。シェイクスピアから『スター・ウォーズ』までこなす、個性派俳優として知られる。

## プロフィール
ウェリントン出身。はじめは会計士になることを目指していたが、1950年にシェイクスピアの『十二夜』でセバスチャンを演じたことをきっかけに俳優になることを決意し、イギリスに渡った。ロンドンのシェイクスピア記念劇場で徐々に頭角を現し、後に映画やテレビにも進出する。1966年に映画『素晴らしき男』でアメリカ映画に進出した。『スター・ウォーズ エピソード5/帝国の逆襲』（1980年）では皇帝パルパティーンの声を演じた（DVD化に際してパルパティーンの声は、エピソード6および新三部作でパルパティーンを演じたイアン・マクダーミドの声に吹き替えられた）。
認知症との闘病の末、2025年3月11日、ロサンゼルス市内シャーマン・オークスの介護施設で死去。94歳没。

## 主な出演作品

### 映画
| 公開年 | 邦題 原題                                                                              | 役名                                    | 備考             |
| ------ | -------------------------------------------------------------------------------------- | --------------------------------------- | ---------------- |
| 1965   | バニー・レークは行方不明 Bunny Lake Is Missing                                         | アンドリュース捜査官                    |                  |
| 1966   | カレードマン/大胆不敵 Kaleidoscope                                                     | マニー警部                              |                  |
| 1966   | 唇からナイフ Modesty Blaise                                                            | McWhirter シェリク・ アブ・タヒル       |                  |
| 1966   | 素晴らしき男 A Fine Madness                                                            | メンケン博士                            |                  |
| 1967   | ダブルマン The Double Man                                                              | フランク                                |                  |
| 1967   | 空から赤いバラ Fathom                                                                  | セルゲイ・セラプキン                    |                  |
| 1968   | 南から来たスパイ Italian Secret Service                                                | チャールズ・ハリソン                    | 日本劇場未公開   |
| 1968   | 群衆の中の殺し屋 Nobody Runs Forever                                                   | ジョゼフ                                |                  |
| 1968   | 栄光の座 The Shoes of the Fisherman                                                    | Vucovich                                |                  |
| 1969   | 世界殺人公社 The Assassination Bureau                                                  | セザール・スパド                        |                  |
| 1970   | シャーロック・ホームズの冒険 The Private Life of Sherlock Holmes                       | ニコライ・ロゴーヒン                    |                  |
| 1970   | きんぽうげ The Buttercup Chain                                                         | ジョージ                                |                  |
| 1971   | ラムの大通り Boulevard du Rhum                                                         | ハモンド卿                              |                  |
| 1972   | 亡命者 Escape to the Sun                                                               | 酔っぱらい                              | 日本劇場未公開   |
| 1972   | お熱い夜をあなたに Avanti!                                                             | カルロ・カルーチ                        |                  |
| 1973   | ピーター・セラーズのおとぼけパイレーツ Ghost in the Noonday Sun                        | Bay of Algiers                          | 日本劇場未公開   |
| 1973   | ヘルハウス The Legend of Hell House                                                    | ライオネル・バレット博士                |                  |
| 1974   | ドラブル The Black Windmill                                                            | アルフ・チェスターマン                  |                  |
| 1974   | 星の王子さま The Little Prince                                                         | 実業家                                  |                  |
| 1978   | マチルダ Matilda                                                                       | ビリー・ベイカー                        |                  |
| 1979   | 新・殺しのドレス She's Dressed to Kill                                                 | Victor De Salle                         | テレビ映画       |
| 1980   | スター・ウォーズ エピソード5/帝国の逆襲 Star Wars: Episode V - The Empire Strikes Back | パルパティーン皇帝 / ダース・シディアス | 声のみ           |
| 1980   | アンネの日記 The Diary of Anne Frank                                                   | デュッセル博士                          | テレビ映画       |
| 1981   | 殺戮兵器レーザー・キャノン Death Ray 2000                                              | エリック・クロウソン                    | テレビ映画       |
| 1981   | ゾロ Zorro: The Gay Blade                                                              | ガルシア                                |                  |
| 1986   | トランスフォーマー ザ・ムービー The Transformers: The Movie                            | キックバック                            | アニメ、声の出演 |
| 1989   | 私立探偵ジェイク Jake Spanner, Private Eye                                             | ハーバート・ソームズ                    | テレビ映画       |
| 1989   | 三文オペラ Mack the Knife                                                              | マニー・マシュー                        |                  |
| 1993   | シー・ウルフ The Sea Wolf                                                              | クッキー                                | テレビ映画       |
| 1993   | ロビン・フッド/キング・オブ・タイツ Robin Hood: Men in Tights                          | 消防本部長                              |                  |
| 1995   | レスリー・ニールセンのドラキュラ Dracula: Dead and Loving It                           | サイクス                                |                  |
| 2008   | 滅亡の黙示録 Polar Opposites                                                           | レオ                                    | 日本劇場未公開   |
| 2009   | Mr.ゴールデン・ボール/ 史上最低の盗作ウォーズ Gentlemen Broncos                        | クレタス                                | 日本劇場未公開   |

### テレビシリーズ
| 放映年     | 邦題 原題                                                   | 役名                                         | 備考                                                                      |
| ---------- | ----------------------------------------------------------- | -------------------------------------------- | ------------------------------------------------------------------------- |
| 1978       | 刑事コロンボ Columbo                                        | ジョー（ジョエル）・デヴリン                 | エピソード「策謀の結末」                                                  |
| 1985, 1988 | ジェシカおばさんの事件簿 Murder, She Wrote                  | ジョナサン・ホーリー バート・デイヴィス      | エピソード「クラリネットのすすり泣き」（1985） 「ダアナフの呪い」（1988） |
| 1986       | 私立探偵マグナム Magnum, P.I.                               | インキー                                     | シーズン6第11話                                                           |
| 1987       | 俺がハマーだ! Sledge Hammer!                                | 電話相手のロンドン警視庁のウエストコット警部 | 「消えた 宝石黒幕はヘアースタイルにこだわる」                             |
| 1991       | 新スタートレック Star Trek: The Next Generation             | ギズボーンのガイ                             | シーズン4第20話「QPID」                                                   |
| 1994       | バビロン5 Babylon 5                                         | トラキス                                     | 第3話「盗まれた極秘ファイル”パープル"」                                   |
| 1996       | TVキャスター マーフィー・ブラウン Murphy Brown              | ヘンドリクス                                 | シーズン8第21話                                                           |
| 1996       | 新スーパーマン Lois & Clark: The New Adventures of Superman | 魔法使い                                     | 計1話出演                                                                 |
| 2005       | クローザー The Closer                                       | アルバート・ターナー                         | シーズン1第10話「尽くしすぎた男」                                         |

### テレビアニメ
- ゴジラ ザ・シリーズ - マクフライ
- ジョニー・ブラボー - W
- タイニー・トゥーンズ - リア王/シェークスピア
- 戦え!超ロボット生命体トランスフォーマー - キックバック
- 戦え!超ロボット生命体トランスフォーマー2010 - キックバック
- バットマン - アルフレッド（初代）
- ピンキー&ブレイン - 王様
- わんぱくダック夢冒険 - ジョーンズ

### 劇場アニメ
- トランスフォーマー ザ・ムービー - キックバック

### OVA
- ポップアップ ミッキー/すてきなクリスマス - ナレーター

### ゲーム
- マーベル・アルティメット・アライアンス - ドクター・ドゥーム
- パイレーツ・オブ・カリビアン/ワールド・エンド
- トランスフォーマー: リベンジ - ジェットファイヤー